# Bourg-Saint-Maurice
Bourg-Saint-Maurice – miejscowość i gmina we Francji, w regionie Owernia-Rodan-Alpy, w departamencie Sabaudia. W 2017 roku populacja gminy wynosiła 7702 mieszkańców. Na jej obszarze znajduje się w Parc national de la Vanoise. Przez gminę przepływa rzeka Isère. 